# 刘炳堂
刘炳堂 (约1950年—)，中国河南省商丘市柘城县人，中医，出身于三代中医世家。1996年至今，免费看病长达20年，共开出约10万张药方，引发舆论关注。